# グジェゴシ・ヘロミンスキー
グジェゴシ・ヘロミンスキー（Grzegorz Heromiński、1948年6月18日 - ）は、ポーランドの俳優。

## 出演作品
- キングサイズ(アダム・ハップス)